# دبي أوتودروم
دبي أوتودروم (بالإنجليزية: Dubai Autodrome)‏ هي حلبة خاصة برياضات السيارات والسباقات مُعتمدة من قبل الاتحاد الدولي للسيارات، ويبلغ طولها 5.390 كـم (3.349 ميل). تقع الحلبة في منطقة دبي لاند في مدينة دبي.
افتُتحت الحلبة في أكتوبر 2004 باحتضانها للجولة الأخيرة من بُطولة (بالإنجليزية: LG Super Racing Weekend)‏، والتي كانت تضم كذلك الجولات النهائية من بطولة فيا جي تي والبطولة الأوروبية للسيارات السياحية [الإنجليزية] وموسم سنة 2004 من فورمولا رونو في6 يورو كاب [الإنجليزية]. شكلت حلبة دبي أوتودروم الجزء الأول من مشروع دبي موتور سيتي. استضافت الحلبة أيضا في ديسمبر 2005 جائزة إيه 1 الكبرى، وبطولة فيا جي تي من 2004 إلى 2006.
منذ عام 2006، شكلت حلبة دبي أوتودروم مقراً لسباق دبي 24 ساعة [الإنجليزية]، وهو سباق خاص بصنفي السيارات الرياضية والسيارات السياحية [الإنجليزية]، وهو مفتوح أمام الفرق المُحترفة ونصف المُحترفة. تتوفر الحلبة على ترخيص من الصنف الأول من الاتحاد الدولي للسيارات، مما يعني أنها تحترم جميع المُتطلبات التي يفرضها استضافة سباق فورميلا وان. يُذكر أن الإمارات العربية المتحدة تستضيف حاليا سباقات فورميلا وان في مدينة أبو ظبي.

## الأحداث
تستضيف حلبة دبي أوتودروم حاليا السباقات والفعاليات التالية:
- يناير: سلسلة سباقات 24H [الإنجليزية]، دبي 24 ساعة [الإنجليزية]، بطولة فيراري تشالنج آسيا والمحيط الهادئ [الإنجليزية]، بطولة آسيا الإقليمية للفورمولا [الإنجليزية]، بطولة فورميلا 4 الإمارات العربية المتحدة [الإنجليزية]، بطولة برو كار الإمارات العربية المتحدة للسيارات السياحية [الإنجليزية].
- فبراير: بطولة لو مانس الآسيوية [الإنجليزية]، بطولة آسيا الإقليمية للفورمولا [الإنجليزية]، تحدي بورش سبرينت الشرق الأوسط [الإنجليزية]، بطولة فورميلا 4 الإمارات العربية المتحدة [الإنجليزية]، بطولة برو كار الإمارات العربية المتحدة للسيارات السياحية [الإنجليزية]، كأس الخليج للسيارات الرياضية [الإنجليزية].
- مارس: بطولة برو كار الإمارات العربية المتحدة للسيارات السياحية [الإنجليزية]، كأس الخليج للسيارات الرياضية [الإنجليزية].
- أكتوبر: بطولة برو كار الإمارات العربية المتحدة للسيارات السياحية [الإنجليزية]، كأس الخليج للسيارات الرياضية [الإنجليزية].
- نوفمبر: بطولة برو كار الإمارات العربية المتحدة للسيارات السياحية [الإنجليزية]، كأس الخليج للسيارات الرياضية [الإنجليزية].
- ديسمبر: سلسلة تي سي آر الشرق الأوسط للسيارات السياحية [الإنجليزية]، بطولة برو كار الإمارات العربية المتحدة للسيارات السياحية [الإنجليزية]، كأس الخليج للسيارات الرياضية [الإنجليزية].

وقد استضافت في السابق السباقات التالية:
- جائزة إيه 1 الكبرى (2005).
- البطولة الأوروبية للسيارات السياحية [الإنجليزية] (2004).
- بطولة فيا جي تي (2004-2006).
- بطولة فورمولا رونو في6 يورو كاب [الإنجليزية] (2004).
- سلسلة جي بي2 آسيا [الإنجليزية] (2008).
- بطولة تحدي إم آر إف فورمولا 2000 [الإنجليزية] (2015-2019).
- سلسلة سبيد كار [الإنجليزية] (2008-2009).
- سلسلة تي سي آر الدولية [الإنجليزية] (2017).

### دبي كارتدروم
حلبة دبي كارتدروم هي حلبة خاصة بسباقات الكارتينغ، وتقع بالقُرب من حلبة دبي أوتودروم.
تستضيف الحلبة أيضًا بطولة الإمارات للكارتينغ، كما استضافت سابقًا جولات من نهائيات بيلاند العالمية وبطولة الشرق الأوسط للكارتينج. يقام في الحلبة أيضا أكبر سباق للكارتينغ في الشرق الأوسط والذي يحمل اسم (بالإنجليزية: Dubai O Plate)‏.

## مسارات السباقات
تضُم حلبة دبي أوتدروم 4 أنماط مُختلفة من مسارات السباقات، وقسمين آخرين غير خاصين بالسباقات.

مسار الجائزة الكبرى
مسار السباقات الدولية
مسار السباقات الوطنية
مسار سباقات الأندية

### المسارات الأخرى

مسار التلة
المسار البيضاوي

## سجل اللفات
سُجلت أسرع اللفات الرسمية في حلبة دبي أوتودروم على النحو التالي:
| الفئة                                                 | التوقيت                                               | السائق                                                | السيارة                                               | الحدث                                                      | خريطة المسار                                          |
| مسار سباقات الجائزة الكبرى: 5.390 كلم (2004–حتى الآن) | مسار سباقات الجائزة الكبرى: 5.390 كلم (2004–حتى الآن) | مسار سباقات الجائزة الكبرى: 5.390 كلم (2004–حتى الآن) | مسار سباقات الجائزة الكبرى: 5.390 كلم (2004–حتى الآن) | مسار سباقات الجائزة الكبرى: 5.390 كلم (2004–حتى الآن)      | مسار سباقات الجائزة الكبرى: 5.390 كلم (2004–حتى الآن) |
| ----------------------------------------------------- | ----------------------------------------------------- | ----------------------------------------------------- | ----------------------------------------------------- | ---------------------------------------------------------- | ----------------------------------------------------- |
| جي بي 2 آسيا ‏                                         | 1:41.220                                              | كاموي كوباياشي                                        | Dallara GP2/05                                        | 2008 2nd Dubai GP2 Asia Series round                       |                                                       |
| إل إم بي 2 ‏                                           | 1:46.306                                              | فرانكو كولابينتو                                      | Aurus 01                                              | 2021 4 Hours of Dubai Race 2                               |                                                       |
| إيه 1 جي بي                                           | 1:46.497                                              | آدم كارول                                             | Lola A1GP                                             | 2005–06 A1 Grand Prix of Nations, United Arab Emirates     |                                                       |
| إل إم بي 3 ‏                                           | 1:53.651                                              | Kay van Berlo                                         | ليجير جي إس P3 ‏                                       | 2018 3x3H Dubai Race 2                                     |                                                       |
| فورمولا رينو ‏                                         | 1:54.926                                              | Christian Montanari                                   | Tatuus FRV6                                           | 2004 Dubai Formula Renault V6 Eurocup round                |                                                       |
| جي تي 1 (جي تي إس) ‏                                   | 1:55.621                                              | Jean-Denis Delétraz                                   | Aston Martin DBR9                                     | 2006 FIA GT Dubai 500km                                    |                                                       |
| فورمولا 1                                             | 1:55.648                                              | أوليفر ويب                                            | Hesketh 308                                           | 2021 Dubai Historic Grand Prix                             |                                                       |
| فورمولا ريجيونال ‏                                     | 1:55.854                                              | جيك هيوز                                              | Tatuus F.3 T-318                                      | 2020 Dubai F3 Asian Championship round                     |                                                       |
| جي تي 3 ‏                                              | 1:56.358                                              | Ben Barnicoat                                         | مكلارين 720 أس جي تي 3                                | 2022 4 Hours of Dubai Race 2                               |                                                       |
| إم آر إف تشالنج ‏                                      | 1:57.038                                              | Max Defourny                                          | Dallara Formulino Pro                                 | 2018 Dubai MRF Challenge round                             |                                                       |
| فورمولا 4                                             | 2:00.536                                              | Dilano van 't Hoff                                    | تاتوس F4-T014 ‏                                        | 2021 3rd Dubai Formula 4 UAE round                         |                                                       |
| جي تي 2 ‏                                              | 2:01.387                                              | Tim Mullen                                            | فيراري إف 430 جي تي 2                                 | 2006 FIA GT Dubai 500km                                    |                                                       |
| إن-جي تي ‏                                             | 2:03.426                                              | Sascha Maassen                                        | بورش 911 جي تي 3                                      | 2004 FIA GT Dubai 500km                                    |                                                       |
| سباق السيارات المدعمة ‏                                | 2:05.910                                              | هاينز هارالد فرينتزين                                 | Speedcar V8                                           | 2008 3rd Dubai Speedcar Series round                       |                                                       |
| جي تي 4 ‏                                              | 2:09.019                                              | Khaled Alahmadi                                       | Porsche 718 Cayman GT4 Clubsport                      | 2021–2022 Dubai Porsche Sprint Challenge Middle East round |                                                       |
| TCR Touring Car                                       | 2:10.287                                              | René Münnich                                          | Honda Civic Type R TCR (FK8)                          | 2019 2nd Dubai TCR Middle East Series round                |                                                       |
| سوبر 2000 ‏                                            | 2:12.285                                              | Augusto Farfus غابرييلي تاركويني                      | ألفا روميو 156 جي تي آيه سوبر 2000                    | 2004 Dubai ETCC round                                      |                                                       |
| مسار السباقات الدولية: 4.290 كلم (2004–حتى الآن)      |                                                       |                                                       |                                                       |                                                            |                                                       |
| GP2 Asia                                              | 1:22.453                                              | رومان غروجان                                          | Dallara GP2/05                                        | 2008 1st Dubai GP2 Asia Series round                       |                                                       |
| فورمولا إقليمية ‏                                      | 1:35.055                                              | Hadrien David                                         | Tatuus F.3 T-318                                      | 2022 1st Dubai FR Asia round                               |                                                       |
| Formula 4                                             | 1:37.839                                              | لوجان سارجنت                                          | تاتوس F4-T014 ‏                                        | 2017 1st Dubai Formula 4 UAE round                         |                                                       |
| سباق السيارات المدعمة ‏                                | 1:42.438                                              | جان إليزي                                             | Speedcar V8                                           | 2009 Dubai Speedcar Series round                           |                                                       |
| TCR Touring Car                                       | 1:45.236                                              | Luca Engstler                                         | Volkswagen Golf GTI TCR                               | 2018 Dubai TCR Middle East Series round                    |                                                       |
| مسار السباقات الوطنية: 3.560 كلم (2004–حتى الآن)      |                                                       |                                                       |                                                       |                                                            |                                                       |
| فورمولا 4                                             | 1:21.997                                              | جوناثان أبردين ‏                                       | تاتوس F4-T014 ‏                                        | 2016–2017 1st Dubai Formula 4 UAE round                    |                                                       |
| TCR Touring Car                                       | 1:28.733                                              | Pepe Oriola                                           | سيات ليون تي سي آر                                    | 2017 TCR International Series Dubai round                  |                                                       |

## حوادث قاتلة
| الرقم | المُتسابق         | تاريخ الحادث   | المسار | المرحلة  | السباق                                                       | الحدث                                                         | السيارة/الدراجة |
| ----- | ---------------- | -------------- | ------ | -------- | ------------------------------------------------------------ | ------------------------------------------------------------- | --------------- |
| 1     | كريستوف هيسيت    | أبريل 2010     |        | اللفة 16 |                                                              | الجولة التأهيلية                                              | Radical SR3     |
| 2     | باسكال غروسجان   | 27 نوفمبر 2010 |        | النهاية  | بطولة الإمارات العربية المتحدة لسباقات الدراجات النارية 2010 | بطولة الإمارات العربية المتحدة لسباقات الدراجات النارية 600سي | دراجة 600سي     |
| 3     | فيديريكو فراتيلي | يناير 2018     |        | اللفة 14 | بطولة الإمارات العربية المتحدة لسباقات الدراجات النارية 2018 | بطولة الإمارات العربية المتحدة لسباقات الدراجات النارية 600سي | دراجة 600سي     |

## وصلات خارجية
- الموقع الرسمي